# Florin Ioniță
Florin Claudiu Ioniță (n. 5 aprilie 1990 în București) este un jucător român de rugby în XV. Evoluează pe postul de centru sau aripă de treisferturi (wing).

## Carieră
S-a apucat de rugby la CSS 3 Steaua, apoi s-a legitimat la CSA Steaua București, unde a jucat toată cariera. La aceasta formație a fost campion național SuperLiga în 2012 și a câștigat două Cupe ale României, în 2009 și 2013. Din 2012 este inclus și în echipa de dezvoltare Lupii București, care evoluează în Amlin Challenge Cup.
Și-a făcut debutul la echipa națională a României într-o partidă de Cupa Națiunilor IRB împotriva Argentinei A în iunie 2013. A fost inclus în selecția pentru Cupa Mondială din 2015, jucând meciul cu Irlanda. Până în octombrie 2015, a strâns 18 de selecții în națională și a marcat 10 de puncte, înscriind două eseuri.